# European Forum Alpbach
Als European Forum Alpbach (EFA), früher Europäisches Forum Alpbach, werden sowohl ein Verein als auch eine gemeinnützige Stiftung bezeichnet, die seit 1945 alljährlich im August im Tiroler Bergdorf Alpbach die gleichnamige Veranstaltung abhalten. Referierende und Teilnehmende aus Wissenschaft, Wirtschaft, Politik, Kunst und Kultur kommen aus allen Teilen der Welt zusammen, um Fragen der Zeit zu diskutieren und interdisziplinäre Lösungsansätze zu finden. Seit 2023 veranstaltet das EFA unter dem Titel „EFA365“ zusätzlich das ganze Jahr über Veranstaltungen in Wien, Berlin, Brüssel, Innsbruck und anderen europäischen Städten.

## Geschichte
Gegründet wurde die Denkfabrik von Otto Molden und Simon Moser als Internationale Hochschulwochen des Österreichischen College in Alpbach im Jahr 1945. Seit 1949 findet das Forum unter dem Namen Europäisches Forum Alpbach statt. In den frühen Jahren bestand die Teilnehmerschaft zu großen Teilen aus jungen Leuten, die sich gegen das Gedankengut des Nationalsozialismus wandten und eine Erneuerung des intellektuellen Lebens im Zeichen der Aufklärung im Sinn hatten.
Im Zuge der Internationalisierung und der Rückkehr zu Englisch als Konferenzsprache im Jahre 2022, wird auch nur mehr die englische Bezeichnung „European Forum Alpbach“ in der Außenkommunikation benutzt. 2025 schenkte das Forum Alpbach sein Archiv seit der Gründung 1945 dem Brenner-Archiv.

## Programm

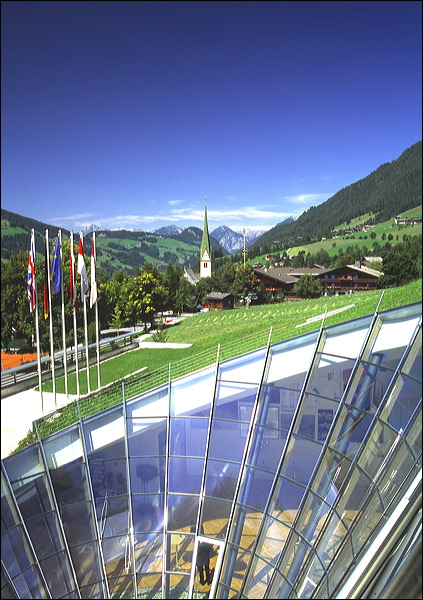
Congress Centrum Alpbach

Vier Themenschwerpunkte bilden den inhaltlichen Rahmen des Programms:
- Climate
- Security
- Finance and Economy
- Democracy and the Rule of Law[7][8]

Die Veranstaltung ist in mehrere Module aufgeteilt: Euregio Days, Alpbach Seminars, Lab Days, Austria in Europe Days, und Europe in the World Days. Die Euregio Days stellen die grenzüberschreitende Zusammenarbeit in der Region Tirol–Südtirol–Trentino in den Mittelpunkt. Das Programm der Alpbach Seminars (vormals Seminarwochen) ist speziell auf Stipendiatinnen ausgerichtet. Die Alpbach Seminars (früher Seminarwoche) bilden das Kernprogramm für die Stipendiaten. Während der Lab Days erarbeiten Experten in geschlossenen Sitzungen gemeinsam Lösungen. Die Austria in Europe Days konzentrieren sich auf die Rolle der Mitgliedsstaaten innerhalb der EU, während die Europe in the World Days Vordenker zusammenbringen, um Europas globale Rolle zu beleuchten. Alpbach in Motion (AIM) ist ein weiteres Programm des EFA. Im Rahmen dieses dreitägigen Summits werden junge Führungskräfte zwischen 30 und 40 Jahren gefördert und vernetzt. Darüber hinaus sind Kunst und Kultur Bestandteile des Europäischen Forums Alpbach.

## Organisation
Mittlerweile folgen über 4000 Menschen aus über 70 Staaten der Einladung, am Europäischen Forum Alpbach teilzunehmen. Die Teilnahme steht allen Interessierten offen. Die Veranstaltungen werden in deutscher oder englischer Sprache durchgeführt.
Die Organisation des jährlichen Hauptevents obliegt dem gleichnamigen Verein, der vom EFA-Präsidenten Othmar Karas gemeinsam mit den Vizepräsidenten Antonella Mei-Pochtler, Christian Kern, Marie Ringler und Sabine Herlitschka geleitet wird. Das Büro mit Sitz in Wien bereitet gemeinsam mit den Kooperationspartnern das alljährliche Forum vor und organisiert während des Jahres eine Reihe von Sonderveranstaltungen zu aktuellen gesellschaftlichen und politischen Fragen, die an verschiedenen Orten in Österreich und dem benachbarten Ausland im Rahmen der Initiative "EFA365" durchgeführt werden, darunter das politische Innovationslabor „Alpbach IDEAS“. Generalsekretär ist seit Januar 2022 Feri Thierry, sein Vorgänger war zwischen Oktober 2020 und Dezember 2021 Werner Wutscher.
Von 2021 bis November 2024 war Andreas Treichl Präsident. Im Oktober 2024 wurde Othmar Karas als Nachfolger von Andreas Treichl zum Präsidenten des Europäischen Forums Alpbach gewählt.
Das EFA finanziert sich über Teilnahmegebühren und Sponsoringbeiträge sowie zu einem kleineren Anteil durch Zuwendungen der öffentlichen Hand. Die gemeinnützige Privatstiftung ist für das Stipendienprogramm verantwortlich, das jährlich – dank privater Unterstützer – jungen Menschen aus aller Welt die Teilnahme am Europäischen Forum Alpbach ermöglicht.

### Präsidenten
- 1945 bis 1960, 1970 bis 1992: Otto Molden
- 1960 bis 1964: Alexander Auer[22]
- 1964 bis 1970: Felix Pronay[23]
- 1970 bis 1992: Otto Molden
- 1992 bis 2000: Heinrich Pfusterschmid-Hardtenstein
- 2000 bis 2012: Erhard Busek
- 2012 bis 2020: Franz Fischler
- 2021 bis 2024: Andreas Treichl
- ab 2024: Othmar Karas

### Forum Alpbach Network
Die von Alumni des Stipendienprogramms gegründeten Initiativgruppen (IGs) und Clubs Alpbach des Forum Alpbach Network (FAN) sind als assoziierte Mitglieder zentral für die inhaltliche Gestaltung des Forums und das Stipendienprogramm. Darüber hinaus organisieren sie das ganze Jahr über Veranstaltungen, Kampagnen und verschiedenste Projekte. Derzeit existieren 34 aktive Initiativgruppen und Clubs. Ihre Aktivitäten werden durch das alle drei Jahre gewählte FAN Board vertreten, koordiniert und gefördert. Ergänzend dazu agiert das FAN Committee als jährliche gewähltes Team, das als Anlauf- und Koordinationsstelle für die am Forum teilnehmenden Stipendiaten dient.
Folgende Clubs sind Stand 2025 aktiv: Belgium Brussels, Belgrad, Burgenland, Czechia & Slovakia, Croatia, France, Georgia, Germany, Hungary, Iraq, Liechtenstein, London, Macedonia, Montenegro, Netherlands, Niederösterreich, Poland, Salzburg, Österreich / Italien / Slowenien (Senza Confini), Spain, Steiermark, Switzerland, Südtirol / Alto Adige, Tirol, Trentino, Vorarlberg. Derzeit gibt es zudem die Initiativgruppen Armenia, Romania, Kyiv, Kosovo, Sarajevo und Wien.
Generalthemen
- 2015: "UnGleichheit"[26]
- 2016: „Neue Aufklärung“. Schwerpunktthemen waren Digitalisierung und die EU-Außenpolitik[27]
- 2017: „Konflikt und Kooperation“[27]
- 2018: „Diversität und Resilienz“
- 2019: „Freiheit und Sicherheit“
- 2020: „Fundamentals“. Aufgrund der COVID-19-Pandemie erfolgte die Durchführung großteils digital.
- 2021: „The Great Transformation“. Aufgrund der anhaltenden COVID-19-Pandemie als Hybrid-Veranstaltung mit begrenzter Teilnehmerzahl
- 2022: „New Europe“
- 2023: „Bold Europe“[28]
- 2024: „Moment of Truth“[29]
- 2025: "Recharge Europe"[30]

## Kritik
Theodor Prager polemisierte 1984, das Europäische Forum Alpbach habe einen „unverschämt elitären und Establishment-Charakter“. Gäste seien „überwiegend radikale Konservative oder zum Konservatismus diverser Spielarten bekehrte Paradelinke [...] [sowie] so manche brave Sozialdemokraten“.
Um 2020 kritisierten Wirtschaftsakteure und Sponsoren verringertes Mitspracherecht an der Ausgestaltung des Forums. Nationalbank, Wirtschafts- und Arbeiterkammer zogen ihre Förderungen zurück. Vor einem Programmumbau 2022, der größeren Austausch und die Einbindung des Nachwuchses bewirken soll, habe das Forum „als Branchentreffen von Österreichs Wirtschaftseliten sowie als ÖVP-nahe Veranstaltung“ gegolten.